# Ahmed Madan
Ahmed Madan (Jidhafs, 25 augustus 2000) is een Bahreins wielrenner.

## Carrière
In 2021 werd Madan prof bij Bahrain Victorious, dat hem overhevelde vanuit hun opleidingsploeg. Hij werd daarmee de eerste professionele wielrenner uit Bahrein. Zijn debuut voor de ploeg maakte hij in mei in de Ronde van Hongarije. In 2022 werd hij nationaal kampioen op de weg, continentaal kampioen tijdrijden bij de beloften en won hij de tijdrit op de Islamic Solidarity Games. Na vier seizoenen in dienst van de hoofdmacht, maakte Madan in 2025 de stap terug naar de opleidingsploeg.

## Overwinningen
2022
 Bahreins kampioen op de weg, Elite
 Aziatisch kampioen tijdrijden, Beloften
 Tijdrit op de Islamic Solidarity Games

## Ploegen
- 2020 −  Bahrain Cycling Academy
- 2021 −  Bahrain Victorious
- 2022 –  Bahrain Victorious
- 2023 –  Bahrain Victorious
- 2024 –  Bahrain Victorious
- 2025 –  Bahrain Victorious Development Team

Arashiro · Bauhaus · Bilbao · Buitrago · Capecchi · Caruso · Colbrelli  · Davies · Feng · Jack · Haller · Haussler · Inkelaar · Landa · Madan · Mäder · Milan· Mohorič · Novak · Padoen · Pernsteiner · Poels · Sieberg · Teuns · Tratnik · Valls · Williams · Wright
Arashiro · Bauhaus · Bilbao · Buitrago · Caruso · Colbrelli · Feng · Govekar (vanaf 1/6) · Gradek · Haig · Haussler · Landa · Maciejuk · Madan · Mäder · Milan· Mohorič · Novak · Osorio (tot 31/3) · Pernsteiner · Poels · Price-Pejtersen · Sánchez · Sütterlin · Teuns (tot 4/8) · Tratnik · Williams · Wright · Zambanini · Miholjević (stagiair)
Arashiro · Arndt · Bauhaus · Bilbao · Buitrago · Buratti (vanaf 12/4) · Caruso · Govekar · Gradek · Haig · Haussler (tot 7/4) · Kepplinger · Landa · Maciejuk · Madan · Mäder (overleden 16/7) · Miholjević · Milan· Mohorič · Pasqualon · Pernsteiner · Poels · Price-Pejtersen · Rajović · Scott · Sütterlin · Tiberi (vanaf 1/6) · Tu · Wright · Zambanini
Arashiro · Arndt · Bauhaus · Bilbao · Bruttomesso · Buitrago · Buratti · Caruso · Govekar · Gradek · Haig · Kepplinger · Madan · Miholjević · Mohorič · Pasqualon · Pickering · Poels · Price-Pejtersen · Rajović · Scott · Stannard (vanaf 19/8) · Sütterlin · Tiberi · Træen · Tu · Wiśniowski (vanaf 1/3) · Wright · Zambanini · Skerl (stagiair) · van der Meulen (stagiair) · Van Mechelen (stagiair)